# 南岩國站
南岩國站（日语：／ Minami-Iwakuni eki */?）是位於山口縣岩國市南岩國町一丁目，西日本旅客鐵道（JR西日本）山陽本線的車站。在2009年3月14日至2012年3月17日之間，車站是位於廣島城市網絡內，同時為網絡中最西端車站。在2012年3月17日時間表修正後，於此站折返的班次大幅削減。

## 歷史
- 1952年（昭和27年）6月20日 - 日本國有鐵道山陽本線岩國站至藤生站之間新設此站。同時東洋紡績岩國事業所専用線開始運行。車站部分建設費用由東洋紡績分擔。
- 1964年（昭和39年）7月25日 - 包含此站在內，山陽本線橫川站至小郡站（現時為新山口站）直流電氣化（同時全線電氣化）。
- 1982年（昭和57年）10月1日 - 終止貨物（專用線起卸貨物業務）起卸業務。東洋紡績專用線停用。
- 1987年（昭和62年）4月1日 - 伴隨國鐵分割民營化，車站由西日本旅客鐵道（JR西日本）營運。
- 1992年（平成4年）11月1日 - 綠色窗口開始營業[1]。
- 1997年（平成9年）6月1日 - 車站業務由JR西日本廣島MAINTEC（日语：JR西日本広島メンテック）負責，成為業務委託車站。
- 2006年（平成18年） - 綠色窗口營業時間中增設中途休息時間。
- 2007年（平成19年）
  - 7月12日 - 引入可支援ICOCA的簡易型自動閘機（日语：自動改札機）。
  - 9月1日 - 此站可以使用ICOCA。
- 2009年（平成21年）3月14日 - 成為廣島城市網絡（日语：広島シティネットワーク）範圍內的車站。
- 2012年（平成24年）3月17日 - 成為廣島城市網絡範圍外的車站。
- 2018年（平成30年）
  - 7月6日 - 發生2018年7月西日本豪雨使車站暫停服務。
  - 7月16日 - 岩國站至柳井站之間重開。

## 車站構造
車站是一座地面車站，設有1面1線的單式月台和1面2線的島式月台，合共2面3線的混合式月台。1號月台（單式月台）側為車站大樓，設有跨線橋連接2、3號月台（島式月台）。車站大樓出入口對出是國道188號。車站設有兩處廁所，閘外為男女共用的旱廁，閘內是男女共用的濕廁。
由於此站只設有簡易式自動閘機，因此下車時，若使用普通乘車票，只需交給車站職員（在櫃臺非營業時間，把車票投進車票收集箱）。
此站由德山地域鐵道部管理，並由JR西日本廣島MAINTEC負責車站業務，為業務委託車站。車站可以使用ICOCA與其互相可以使用的IC卡。

### 月台
| 月台 | 路線      | 上下行 | 方向           | 備註                        |
| ---- | --------- | ------ | -------------- | --------------------------- |
| 1    | ■山陽本線 | 上行   | 岩國、廣島方向 | 從此站出發的列車使用2號月台 |
| 2・3 | ■山陽本線 | 下行   | 柳井、德山方向 | 部分列車使用2號月台         |

1號月台為上行本線，3號月台為下行本線，2號月台為上下行共用的待避線（中線）。2號月台主要讓來自岩國方向的列車折返之用。在2009年3月時間表修正中，每日只有1班德山方向列車停站（為維護路軌的車輛）。在早上6時時段從此站出發前往廣島方向的列車是來自岩國站（不載客列車）。

## 使用狀況
以下為近年1日平均乘車人次列表：
| 乘車人次變化 | 乘車人次變化    |
| 年度         | 1日平均乘車人次 |
| ------------ | --------------- |
| 1999         | 2,473           |
| 2000         | 2,385           |
| 2001         | 2,345           |
| 2002         | 2,316           |
| 2003         | 2,350           |
| 2004         | 2,291           |
| 2005         | 2,256           |
| 2006         | 2,177           |
| 2007         | 2,092           |
| 2008         | 2,038           |
| 2009         | 1,939           |
| 2010         | 1,915           |
| 2011         | 1,861           |
| 2012         | 1,812           |
| 2013         | 1,818           |
| 2014         | 1,747           |
| 2015         | 1,817           |
| 2016         | 1,839           |
| 2017         | 1,806           |
| 2018         | 1,733           |

## 車站周邊

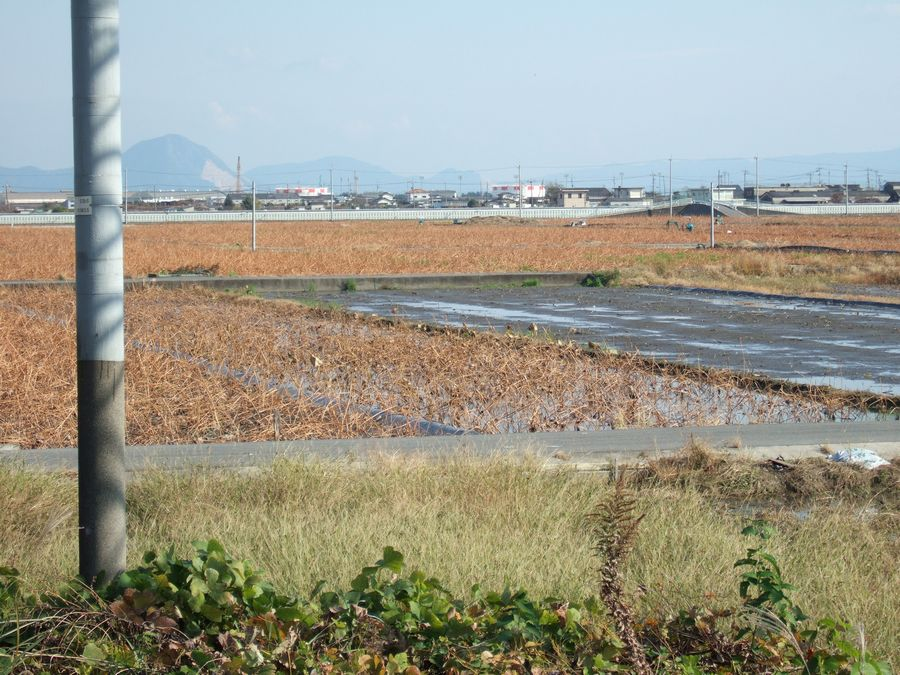
於南岩國站望向東邊的る蓮花田（收成期）（2006年12月1日）

- youme Town南岩國（日语：ゆめタウン南岩国）
- Wants（日语：ツルハホールディングス）南岩國店
- 高水學園（日语：高水高等学校・付属中学校）
- 國道188號（日语：国道188号）

### 巴士路線
岩國巴士設有南岩國站巴士站。

## 其他
- 在2018年9月15日，ICOCA的使用最遠距離中，是由此站至北陸本線的金澤站（嚴格上是愛之風富山鐵道線越中宮崎站）。

## 相鄰車站
西日本旅客鐵道
■山陽本線
■快速「通勤ライナー」（平日朝上りのみ運転）
岩國←南岩國
■普通
岩國－南岩國－藤生

## 注腳
1. ↑  JR時間表1992年11月號、12月號
2. ↑  山口縣統計年鑑

## 外部連結
- 南岩國｜車站資訊：JR出門網 - 西日本旅客鐵道